# Llista de l'art públic d'Horta-Guinardó
Llista de l'art públic d'Horta-Guinardó (Barcelona) inclòs en el catàleg raonat d'art públic editat per l'Ajuntament de Barcelona i la Universitat de Barcelona.
| Títol                                                                                           | Descripció | Autor/Data | Material | Localització | Codi          | Imatge |
| ----------------------------------------------------------------------------------------------- | --- | --- | --- | --- | ------------- | --- |
| El nen de la rutlla, Nen de l'aro                                                               | | Escultor: Joaquim Ros i Bofarull, signada 1961                                                                                    | bronze | Pl. del Nen de la rutlla -av. Mare de Déu de Montserrat amb c. Florència- 41° 25′ 07″ N, 2° 10′ 19″ E / 41.4187°N,2.17193°E | 08019/7001-1  | Nen de la rutlla (Joaquim Ros i Bofarull) · Vegeu més fotos d'aquesta obra · Carregueu una nova foto d'aquesta obra                                          |
| A Joan Maragall, Maternitat                                                                     | | Escultor: Josep Cañas, signada 1963, retirat temporalment per obres 2004                                                          | pedra calcària | Pl. Maragall | 08019/7002-1  | Carregueu una nova foto d'aquesta obra |
| L'eivissenca                                                                                    | | Escultor: Joan Centelles 1965 | pedra sobre pedestal d'obra vista                                                                                    | Pl. Eivissa 41° 25′ 49″ N, 2° 09′ 40″ E / 41.43027°N,2.16118°E                                                              | 08019/7003-1  | L'eivissenca (Joan Centelles) · Vegeu més fotos d'aquesta obra · Carregueu una nova foto d'aquesta obra                                                      |
| Poema visual transitable en tres temps: naixement, camí -amb pauses i entonacions- i destrucció | | Escultor: Joan Brossa Arquitectes: Esteve Bonell, Francesc Rius 1984                                                              | pedra artificial | Jardins de Marià Cañardo, Velòdrom d'Horta 41° 26′ 15″ N, 2° 08′ 54″ E / 41.43761°N,2.1483°E                                | 08019/7004-1  | Poema visual transitable en tres temps (Joan Brossa) · Vegeu més fotos d'aquesta obra · Carregueu una nova foto d'aquesta obra                               |
| A Muñoz Seca, A Catalunya                                                                       | | 1965 | pedra | C. Roig i Solé 41° 25′ 56″ N, 2° 08′ 29″ E / 41.43222°N,2.14142°E                                                           | 08019/7005-1  | A Muñoz Seca (anònim) · Carregueu una nova foto d'aquesta obra                                                                                               |
| Ritme i projecció                                                                               | | Escultor: Marcel Martí 1961 | bronze | Pla de Montbau 41° 25′ 51″ N, 2° 08′ 35″ E / 41.43096°N,2.14303°E                                                           | 08019/7006-1  | Ritme i projecció (Marcel Martí) · Carregueu una nova foto d'aquesta obra                                                                                    |
| Onze poliedres                                                                                  | | Escultor: Marcel Martí 1985, reconstruïda 1999, retirats 2010, col·locats de nou 2012                                             | acer corten (inicialment de poliester vermell)                                                                       | Pl. Salvador Allende 41° 25′ 15″ N, 2° 09′ 06″ E / 41.42079°N,2.15176°E                                                     | 08019/7008-1  | Onze poliedres (Marcel Martí) · Vegeu més fotos d'aquesta obra · Carregueu una nova foto d'aquesta obra                                                      |
| Bust 1 del jardí dels Boixos                                                                    | | Autor desconegut c. 1800 | marbre blanc | Parc del Laberint 41° 26′ 22″ N, 2° 08′ 49″ E / 41.43936°N,2.14688°E                                                        | 08019/7010-1  | Bust 1 del jardí dels Boixos · Carregueu una nova foto d'aquesta obra                                                                                        |
| Bust 2 del jardí dels Boixos                                                                    | | Autor desconegut c. 1800 | marbre blanc | Parc del Laberint 41° 26′ 22″ N, 2° 08′ 49″ E / 41.43943°N,2.14695°E                                                        | 08019/7010-2  | Bust 2 del jardí dels Boixos · Carregueu una nova foto d'aquesta obra                                                                                        |
| Urà                                                                                             | | Autor desconegut c. 1800 | marbre blanc | Parc del Laberint 41° 26′ 22″ N, 2° 08′ 47″ E / 41.43952°N,2.14652°E                                                        | 08019/7011-1  | Carregueu una nova foto d'aquesta obra |
| Els Continents                                                                                  | | Autor desconegut c. 1800 | marbre blanc | Parc del Laberint 41° 26′ 22″ N, 2° 08′ 48″ E / 41.43956°N,2.14655°E                                                        | 08019/7011-2  | Carregueu una nova foto d'aquesta obra |
| Rapte d'Europa                                                                                  | | Autor desconegut c. 1800 | marbre blanc | Parc del Laberint 41° 26′ 22″ N, 2° 08′ 48″ E / 41.43956°N,2.14654°E                                                        | 08019/7011-3  | Rapte d'Europa (anònim) · Vegeu més fotos d'aquesta obra · Carregueu una nova foto d'aquesta obra                                                            |
| Rapte d'Amfitrita                                                                               | | Autor desconegut c. 1800 | marbre blanc | Parc del Laberint 41° 26′ 22″ N, 2° 08′ 47″ E / 41.43952°N,2.14652°E                                                        | 08019/7011-4  | Rapte d'Amfitrita (anònim) · Vegeu més fotos d'aquesta obra · Carregueu una nova foto d'aquesta obra                                                         |
| Lleó. Record de la visita del rei Ferran VII                                                    | | Autor desconegut 1828 | pedra de Montjuïc | Parc del Laberint 41° 26′ 22″ N, 2° 08′ 48″ E / 41.43954°N,2.14654°E                                                        | 08019/7011-5  | Lleó. Record de la visita del rei Ferran VII (anònim) · Vegeu més fotos d'aquesta obra · Carregueu una nova foto d'aquesta obra                              |
| Lleó. Record de la visita de la reina Josepa Amàlia                                             | | Autor desconegut 1828 | pedra de Montjuïc | Parc del Laberint 41° 26′ 22″ N, 2° 08′ 48″ E / 41.43953°N,2.14653°E                                                        | 08019/7011-6  | Lleó. Record de la visita de la reina Josepa Amàlia (anònim) · Vegeu més fotos d'aquesta obra · Carregueu una nova foto d'aquesta obra                       |
| Les Quatre Estacions: Hivern                                                                    | | Autor desconegut c. 1800 | marbre blanc | Parc del Laberint 41° 26′ 22″ N, 2° 08′ 46″ E / 41.43952°N,2.14615°E                                                        | 08019/7012-1  | Les Quatre Estacions: Hivern (anònim) · Carregueu una nova foto d'aquesta obra                                                                               |
| Commemoració de la visita del rei Alfons XIII i la reina Victòria Eugènia                       | | Autor desconegut 1908 | marbre blanc | Parc del Laberint 41° 26′ 23″ N, 2° 08′ 45″ E / 41.43985°N,2.14586°E                                                        | 08019/7013-1  | Commemoració de la visita del rei Alfons XIII i la reina Victòria Eugènia (anònim) · Vegeu més fotos d'aquesta obra · Carregueu una nova foto d'aquesta obra |
| Relleu d'Ariadna i Teseu                                                                        | | Autor desconegut c. 1800 | terracota | Parc del Laberint. Tancat actualment per treballs de conservació 41° 26′ 24″ N, 2° 08′ 45″ E / 41.44002°N,2.14583°E         | 08019/7014-1  | Relleu d'Ariadna i Teseu (anònim) · Vegeu més fotos d'aquesta obra · Carregueu una nova foto d'aquesta obra                                                  |
| Eros en el Laberint                                                                             | | Autor desconegut c. 1800 | marbre blanc | Parc del Laberint 41° 26′ 25″ N, 2° 08′ 45″ E / 41.44025°N,2.14581°E                                                        | 08019/7015-1  | Eros en el Laberint (anònim) · Vegeu més fotos d'aquesta obra · Carregueu una nova foto d'aquesta obra                                                       |
| Rei Mides                                                                                       | | Autor desconegut c. 1800 | marbre blanc | Parc del Laberint 41° 26′ 26″ N, 2° 08′ 47″ E / 41.44067°N,2.14626°E                                                        | 08019/7016-1  | Rei Mides (anònim) · Vegeu més fotos d'aquesta obra · Carregueu una nova foto d'aquesta obra                                                                 |
| Les Quatre Estacions: Primavera, Flora                                                          | | Autor desconegut c. 1800 | marbre blanc | Parc del Laberint 41° 26′ 27″ N, 2° 08′ 48″ E / 41.44086°N,2.14656°E                                                        | 08019/7017-1  | Les Quatre Estacions: Primavera (anònim) · Modifica el valor a Wikidata · Carregueu una nova foto d'aquesta obra                                             |
| Dànae                                                                                           | | Autor desconegut entre 1794 i 1802                                                                                                | marbre blanc | Parc del Laberint 41° 26′ 25″ N, 2° 08′ 43″ E / 41.44021°N,2.14534°E                                                        | 08019/7018-1  | Dànae (anònim) · Vegeu més fotos d'aquesta obra · Carregueu una nova foto d'aquesta obra                                                                     |
| Relleu de Deucalió i Pirra                                                                      | | Autor desconegut c. 1800 | marbre blanc | Parc del Laberint 41° 26′ 25″ N, 2° 08′ 43″ E / 41.44032°N,2.14535°E                                                        | 08019/7020-1  | Relleu de Deucalió i Pirra (anònim) · Vegeu més fotos d'aquesta obra · Carregueu una nova foto d'aquesta obra                                                |
| Hivern                                                                                          | | Autor desconegut c. 1800 | marbre blanc | Parc del Laberint 41° 26′ 25″ N, 2° 08′ 43″ E / 41.44035°N,2.14539°E                                                        | 08019/7021-1  | Hivern (anònim) · Carregueu una nova foto d'aquesta obra |
| Bust d'home jove, L'Estiu o L'Abundància                                                        | | Autor desconegut c. 1800 | marbre blanc | Parc del Laberint 41° 26′ 25″ N, 2° 08′ 43″ E / 41.44027°N,2.14534°E                                                        | 08019/7022-1  | Bust d'home jove (anònim) · Carregueu una nova foto d'aquesta obra                                                                                           |
| Relleu de la translació d'una dona estimada per un déu, Iris, Selene o Afrodita                 | | Autor desconegut c. 1800 | marbre blanc | Parc del Laberint 41° 26′ 26″ N, 2° 08′ 44″ E / 41.44054°N,2.14557°E                                                        | 08019/7023-1  | Relleu de la translació d'una dona estimada per un déu (anònim) · Vegeu més fotos d'aquesta obra · Carregueu una nova foto d'aquesta obra                    |
| Bust de dona                                                                                    | | Autor desconegut c. 1800 | marbre blanc | Parc del Laberint 41° 26′ 26″ N, 2° 08′ 44″ E / 41.44056°N,2.1456°E                                                         | 08019/7024-1  | Bust de dona (anònim) · Carregueu una nova foto d'aquesta obra                                                                                               |
| Artemísia                                                                                       | | Autor desconegut entre 1794 i 1802                                                                                                | marbre blanc | Parc del Laberint 41° 26′ 26″ N, 2° 08′ 45″ E / 41.44059°N,2.14571°E                                                        | 08019/7025-1  | Artemísia (anònim) · Vegeu més fotos d'aquesta obra · Carregueu una nova foto d'aquesta obra                                                                 |
| Les Quatre Estacions: Tardor, Bacus o Dionís                                                    | | Autor desconegut c. 1800 | marbre blanc | Parc del Laberint 41° 26′ 26″ N, 2° 08′ 42″ E / 41.44065°N,2.14513°E                                                        | 08019/7026-1  | Les Quatre Estacions: Tardor (anònim) · Carregueu una nova foto d'aquesta obra                                                                               |
| Les Quatre Estacions: Estiu                                                                     | | Autor desconegut c. 1800 | marbre blanc | Parc del Laberint 41° 26′ 26″ N, 2° 08′ 42″ E / 41.44061°N,2.14509°E                                                        | 08019/7027-1  | Les Quatre Estacions: Estiu (anònim) · Carregueu una nova foto d'aquesta obra                                                                                |
| Commemoració de la visita de 1802                                                               | | Autor desconegut 1802 | marbre blanc amb inscripció sanguina                                                                                 | Parc del Laberint 41° 26′ 26″ N, 2° 08′ 42″ E / 41.44068°N,2.14502°E                                                        | 08019/7028-1  | Commemoració de la visita de 1802 (anònim) · Vegeu més fotos d'aquesta obra · Carregueu una nova foto d'aquesta obra                                         |
| Nimfa Egèria                                                                                    | | Escultor: Domenico Bagutti (atrib.) c. 1800                                                                                       | marbre blanc | Parc del Laberint 41° 26′ 27″ N, 2° 08′ 41″ E / 41.4409°N,2.14462°E                                                         | 08019/7029-1  | Nimfa Egèria (Domenico Bagutti) · Vegeu més fotos d'aquesta obra · Carregueu una nova foto d'aquesta obra                                                    |
| David i Goliat, Homenatge a les Brigades Internacionals                                         | | Escultor: Roy Shifrin 1988 | bronze sobre base de formigó                                                                                         | Rambla del Carmel 41° 25′ 28″ N, 2° 09′ 30″ E / 41.4244227°N,2.158258°E                                                     | 08019/7030-1  | David i Goliat (Roy Shifrin) · Vegeu més fotos d'aquesta obra · Carregueu una nova foto d'aquesta obra                                                       |
| A Castelao                                                                                      | | Escultor: Manuel Mallo, signada 1990                                                                                              | granit | Pl. Castelao 41° 25′ 51″ N, 2° 09′ 50″ E / 41.43089°N,2.16398°E                                                             | 08019/7032-1  | A Castelao (Manuel Mallo) · Vegeu més fotos d'aquesta obra · Carregueu una nova foto d'aquesta obra                                                          |
| Un home, una dona i la cultura                                                                  | | Pintura: Montserrat Riu 1988 | pintura action dripping                                                                                              | Pl. Castelao. Actualment en obres 41° 25′ 53″ N, 2° 09′ 51″ E / 41.43125°N,2.16413°E                                        | 08019/7032-2  | Carregueu una nova foto d'aquesta obra |
| Vela del Racó de l'Olivera                                                                      | | Disseny: Jordi Farrando 1988 | marbre | Pg. de la Font Mulassa, Racó de l'Olivera 41° 25′ 23″ N, 2° 09′ 44″ E / 41.422980°N,2.162230°E                              | 08019/7033-1  | Vela del Racó de l'Olivera (Jordi Farrando) · Vegeu més fotos d'aquesta obra · Carregueu una nova foto d'aquesta obra                                        |
| El submarí soterrat                                                                             | | Escultor: Josep Maria Riera i Aragó, signada 1991                                                                                 | bronze | C. Thous, 5, Parc de les Aigües 41° 24′ 51″ N, 2° 09′ 57″ E / 41.41406°N,2.16574°E                                          | 08019/7035-1  | El submarí soterrat (Josep Maria Riera i Aragó) · Vegeu més fotos d'aquesta obra · Carregueu una nova foto d'aquesta obra                                    |
| Els mistos, Match Cover                                                                         | | Escultors: Claes Oldenburg, Coosje Van Bruggen 1992                                                                               | acer, alumini, resina amb fibra de vidre pintada amb esmalt de poliuretà executada per Durpo S.A.                    | Av. Cardenal Vidal i Barraquer amb c. Pare Mariana 41° 25′ 48″ N, 2° 09′ 04″ E / 41.4300518°N,2.15120673°E                  | 08019/7036-1  | Mistos (Claes Oldenburg i Coosje Van Bruggen) · Vegeu més fotos d'aquesta obra · Carregueu una nova foto d'aquesta obra                                      |
| Forma i espai, Construcció                                                                      | | Escultor: Eudald Serra projecte 1966, realització 1992                                                                            | acer corten | C. Coll i Alentorn amb av. Martí-Codolar 41° 25′ 29″ N, 2° 08′ 52″ E / 41.4247143°N,2.14787006°E                            | 08019/7037-1  | Forma i espai (Eudald Serra) · Vegeu més fotos d'aquesta obra · Carregueu una nova foto d'aquesta obra                                                       |
| Dime, dime, querido                                                                             | | Escultora: Susana Solano, signada projecte 1986, realització 1992                                                                 | acer corten | Av. Martí-Codolar 41° 25′ 43″ N, 2° 08′ 54″ E / 41.4287466°N,2.14837968°E                                                   | 08019/7038-1  | Dime, dime, querido (Susana Solano) · Vegeu més fotos d'aquesta obra · Carregueu una nova foto d'aquesta obra                                                |
| A Juan de Mena                                                                                  | | Autor desconegut 1966 | formigó | Jardins de Can Brasó 41° 25′ 52″ N, 2° 08′ 51″ E / 41.43111280°N,2.14754685°E                                               | 08019/7040-1  | A Juan de Mena (anònim) · Carregueu una nova foto d'aquesta obra                                                                                             |
| Vent del nord                                                                                   | | Escultor: Lluís Ventós, signada 1994                                                                                              | acer corten sobre base de granit                                                                                     | Pl. Joan Cornudella 41° 26′ 03″ N, 2° 08′ 57″ E / 41.43417°N,2.14906°E                                                      | 08019/7041-1  | Vent del nord (Lluís Ventós) · Vegeu més fotos d'aquesta obra · Carregueu una nova foto d'aquesta obra                                                       |
| L'ordre d'avui, The Present Order                                                               | Inscripció: L'ORDRE D'AVUI / ÉS EL DESORDRE / DE DEMÀ / SAINT-JUST | Escultor: Ian Hamilton Finlay, amb Peter Coats 1999, sobre una idea de 1982                                                       | pedra de Montjuïc (procedent de la caserna militar de Girona situada abans al c. Lepant amb la Travessera de Gràcia) | Parc dels Tres Turons. Turó del Carmel prop dels Jardins de Joan Ponce 41° 25′ 04″ N, 2° 09′ 17″ E / 41.41789°N,2.15465°E   | 08019/7043-1  | L'ordre d'avui · Vegeu més fotos d'aquesta obra · Carregueu una nova foto d'aquesta obra                                                                     |
| Creu de terme d'Horta                                                                           | | Disseny: Adolf Florensa 1952, substituint una anterior derruïda durant la Guerra Civil                                            | pedra | C. Campoamor amb av. de l'Estatut 41° 26′ 08″ N, 2° 09′ 14″ E / 41.435505530°N,2.15393185615°E                              | 08019/7044-1  | Creu de terme d'Horta (Adolf Florensa) · Vegeu més fotos d'aquesta obra · Carregueu una nova foto d'aquesta obra                                             |
| Grup de l'Art i la Natura                                                                       | | Autor desconegut c. 1800 | marbre blanc | Parc del Laberint 41° 26′ 26″ N, 2° 08′ 42″ E / 41.4406933°N,2.14495182°E                                                   | 08019/7050-1  | Grup de l'Art i la Natura (anònim) · Vegeu més fotos d'aquesta obra · Carregueu una nova foto d'aquesta obra                                                 |
| Vigilant 1                                                                                      | | Autor desconegut c. 1800 | terracota | Parc del Laberint 41° 26′ 27″ N, 2° 08′ 41″ E / 41.44078°N,2.14466°E                                                        | 08019/7051-1  | Vigilant 1 (anònim) · Vegeu més fotos d'aquesta obra · Carregueu una nova foto d'aquesta obra                                                                |
| Vigilant 2                                                                                      | | Autor desconegut c. 1800 | terracota | Parc del Laberint 41° 26′ 27″ N, 2° 08′ 41″ E / 41.44073°N,2.14462°E                                                        | 08019/7051-2  | Vigilant 2 (anònim) · Vegeu més fotos d'aquesta obra · Carregueu una nova foto d'aquesta obra                                                                |
| Vigilant 3                                                                                      | | Autor desconegut c. 1800 | terracota | Parc del Laberint 41° 26′ 27″ N, 2° 08′ 41″ E / 41.44091°N,2.14479°E                                                        | 08019/7051-3  | Vigilant 3 (anònim) · Vegeu més fotos d'aquesta obra · Carregueu una nova foto d'aquesta obra                                                                |
| Vigilant 4                                                                                      | | Autor desconegut c. 1800 | terracota | Parc del Laberint 41° 26′ 27″ N, 2° 08′ 41″ E / 41.44095°N,2.14484°E                                                        | 08019/7051-4  | Vigilant 4 (anònim) · Vegeu més fotos d'aquesta obra · Carregueu una nova foto d'aquesta obra                                                                |
| Bust escapçat de dona                                                                           | | Autor desconegut c. 1800 | marbre blanc | Parc del Laberint 41° 26′ 24″ N, 2° 08′ 49″ E / 41.44004°N,2.1469°E                                                         | 08019/7052-1  | Bust escapçat de dona (anònim) · Carregueu una nova foto d'aquesta obra                                                                                      |
| Record d'Hiroshima                                                                              | Inscripció: Nosaltres, la humanitat, volem que mai més no es repeteixi l'horror / Barcelona a Hiroshima amb la cultura de la pau                                               | 1999 | formigó | Jardins d'Hiroshima 41° 24′ 50″ N, 2° 10′ 00″ E / 41.41386°N,2.16654°E                                                      | 08019/7060-1  | Record d'Hiroshima · Vegeu més fotos d'aquesta obra · Carregueu una nova foto d'aquesta obra                                                                 |
| Circular en circular                                                                            | | Escultora: Thaïs Rovira 1997 | panot | Tenerife, 32-40 41° 24′ 59″ N, 2° 09′ 52″ E / 41.41651°N,2.16438°E                                                          | 08019/7061-1  | Circular en circular (Thaïs Rovira) · Carregueu una nova foto d'aquesta obra                                                                                 |
| Mundets                                                                                         | Composició amb 14 fotos de persones amb el cognom Mundet | Instal·lació: Llúcia Mundet 2001, modificada 2007                                                                                 | fluorescents, transparències, metacril·lat, vidre                                                                    | Metro L3 accés a l'Estació Mundet 41° 26′ 06″ N, 2° 08′ 52″ E / 41.43499°N,2.14782°E                                        | 08019/7430-1  | Mundets (Llúcia Mundet) · Vegeu més fotos d'aquesta obra · Carregueu una nova foto d'aquesta obra                                                            |
| Via Lactea, Metro L3 estació Valldaura                                                          | | Instal·lació: Francesca Llopis, Begoña Egurbide 2001                                                                              | acer corten, hologrames, vidre                                                                                       | Estació de Valldaura 41° 26′ 23″ N, 2° 09′ 49″ E / 41.43972°N,2.16366°E                                                     | 08019/7431-1  | Carregueu una nova foto d'aquesta obra |
| Mesures d'emergència                                                                            | | Disseny: Antoni Abad 2010 | acrílic | Metro L5, estacions Carmel, El Clot-Teixonera i Vall d'Hebron 41° 25′ 30″ N, 2° 08′ 35″ E / 41.42488°N,2.14293°E            | 08019/7432-1  | Mesures d'emergència (Antoni Abad) · Vegeu més fotos d'aquesta obra · Carregueu una nova foto d'aquesta obra                                                 |
| Columna de les hores                                                                            | | Autor desconegut c. 1800 | pedra | Parc del Laberint 41° 26′ 25″ N, 2° 08′ 46″ E / 41.44033°N,2.14617°E                                                        | 08019/7602-1  | Columna de les hores (anònim) · Vegeu més fotos d'aquesta obra · Carregueu una nova foto d'aquesta obra                                                      |
| Ateneu Hortenc                                                                                  | | Disseny: Pablo Roel Herranz, Eva Sánchez Moya 2011                                                                                | pintures | C. Pere Pau, 10 41° 25′ 49″ N, 2° 09′ 37″ E / 41.43018°N,2.16017°E                                                          | 08019/7604-1  | Carregueu una nova foto d'aquesta obra |
| Bateries antiaèries i barraques del Carmel                                                      | | Projecte museístic: Joan Roca (Museu d'Història de Barcelona) Arquitecta: Imma Jansana 2011                                       | natura i arquitectura                                                                                                | C. de Marià Lavernia 41° 25′ 09″ N, 2° 09′ 42″ E / 41.41929°N,2.16162°E                                                     | 08019/7706-1  | Bateries antiaèries i barraques del Carmel · Vegeu més fotos d'aquesta obra · Carregueu una nova foto d'aquesta obra                                         |
| Topiària -taula i cadires-                                                                      | | Autor desconegut c. 1800 | vegetació | Parc del Laberint 41° 26′ 24″ N, 2° 08′ 49″ E / 41.44006°N,2.14684°E                                                        | 08019/7777-1  | Topiària -taula i cadires- (anònim) · Vegeu més fotos d'aquesta obra · Carregueu una nova foto d'aquesta obra                                                |
| Porta xinesa                                                                                    | | c. 1880 | fusta | Parc del Laberint 41° 26′ 22″ N, 2° 08′ 46″ E / 41.43936°N,2.14619°E                                                        | 08019/7778-1  | Porta xinesa (anònim) · Vegeu més fotos d'aquesta obra · Carregueu una nova foto d'aquesta obra                                                              |
| La Font Catalana                                                                                | | Autor desconegut inicis segle XX                                                                                                  | pedra amb relleus de bronze                                                                                          | Pl. Catalana 41° 25′ 18″ N, 2° 10′ 23″ E / 41.42173°N,2.17296°E                                                             | 08019/7801-1  | La Font Catalana · Vegeu més fotos d'aquesta obra · Carregueu una nova foto d'aquesta obra                                                                   |
| Font Heràldica                                                                                  | | Autor desconegut 1852-1855 | pedra | Parc del Laberint d'Horta 41° 26′ 20″ N, 2° 08′ 47″ E / 41.43893°N,2.14635°E                                                | 08019/7802-1  | Font Heràldica · Vegeu més fotos d'aquesta obra · Carregueu una nova foto d'aquesta obra                                                                     |
| Font d'Eco                                                                                      | | Autor desconegut c. 1800 | terracota en gruta de pedra                                                                                          | Parc del Laberint d'Horta 41° 26′ 25″ N, 2° 08′ 44″ E / 41.44037°N,2.14558°E                                                | 08019/7804-1  | Font d'Eco · Vegeu més fotos d'aquesta obra · Carregueu una nova foto d'aquesta obra                                                                         |
| Font dels Dofins i pedra fundacional del jardí                                                  | | Autor desconegut c. 1794 | marbre i estalactita sobre base de pedra                                                                             | Parc del Laberint d'Horta 41° 26′ 27″ N, 2° 08′ 41″ E / 41.44082°N,2.14475°E                                                | 08019/7805-1  | Font dels Dofins · Vegeu més fotos d'aquesta obra · Carregueu una nova foto d'aquesta obra                                                                   |
| Font grutesca                                                                                   | | Arquitecte: Elías Rogent (atrib.) 1852-1855                                                                                       | pedra amb petxines                                                                                                   | Parc del Laberint d'Horta 41° 26′ 26″ N, 2° 08′ 39″ E / 41.44051°N,2.14406°E                                                | 08019/7807-1  | Font grutesca · Carregueu una nova foto d'aquesta obra |
| Font del Cuento                                                                                 | | Paisatge: Jean-Claude-Nicolas Forestier, Nicolau M. Rubió i Tudurí, sobre una font anterior 1917, sobre una font de 1739          | pedra | Parc del Guinardó 41° 25′ 09″ N, 2° 10′ 15″ E / 41.41903°N,2.17078°E                                                        | 08019/7808-1  | Font del Cuento · Vegeu més fotos d'aquesta obra · Carregueu una nova foto d'aquesta obra                                                                    |
| Font de la Piràmide, Font del Lleó o Font de la Bèstia                                          | | Autor desconegut c. 1800 | marbre sobre pedra                                                                                                   | Parc del Laberint d'Horta 41° 26′ 26″ N, 2° 08′ 46″ E / 41.44061°N,2.14607°E                                                | 08019/7809-1  | Font de la Piràmide · Carregueu una nova foto d'aquesta obra                                                                                                 |
| A Salvador Allende                                                                              | | Escultor: Lautaro Díaz Arquitecte: Jordi Farrando 1985-1997, 2007                                                                 | formigó i bronze | Pl. Salvador Allende 41° 25′ 14″ N, 2° 09′ 06″ E / 41.42062°N,2.15166°E                                                     | 08019/7810-0  | A Salvador Allende (Lautaro Díaz) · Vegeu més fotos d'aquesta obra · Carregueu una nova foto d'aquesta obra                                                  |
| Font de la plaça Castellana                                                                     | | Disseny i execució de la ceràmica: Madola, signada, amb la col·laboració de Joan Raventós Arquitecte: Jordi Farrando 1992         | ceràmica i aigua | Pl. Font Castellana 41° 24′ 54″ N, 2° 09′ 59″ E / 41.41498°N,2.16631°E                                                      | 08019/7811-1  | Font de la plaça Castellana · Vegeu més fotos d'aquesta obra · Carregueu una nova foto d'aquesta obra                                                        |
| Cabriola                                                                                        | | Escultor: Juan Bordes, signada Arquitectes: Oscar Tusquets, Carlos Díaz 1992, robada 2008                                         | bronze sobre base de pedra artificial negra                                                                          | Pavelló Olímpic de la Vall d'Hebron 41° 25′ 44″ N, 2° 08′ 44″ E / 41.42877881°N,2.1455969°E                                 | 08019/7812-1  | Cabriola (Juan Bordes) · Modifica el valor a Wikidata · Carregueu una nova foto d'aquesta obra                                                               |
| Font de la Corporació Metropolitana, Homenatge a Joan Maragall                                  | | Escultor: Xavier Corberó 1985, retirada 2012                                                                                      | bronze | Santa Rosalia, 116 -jardins- 41° 25′ 29″ N, 2° 09′ 01″ E / 41.42459°N,2.15014°E                                             | 08019/7832-1  | Carregueu una nova foto d'aquesta obra |
| Mitgera de la plaça Salvador Allende                                                            | | Disseny: Federico Correa 1989 | arquitectura | Pl. Salvador Allende 41° 25′ 14″ N, 2° 09′ 07″ E / 41.42051°N,2.15195°E                                                     | 08019/7900-1  | Mitgera de la plaça Salvador Allende (Federico Correa) · Modifica el valor a Wikidata · Carregueu una nova foto d'aquesta obra                               |
| A Eduardo Dato                                                                                  | Dedicada a Eduardo Dato, protector de Josep Girona, fundador de la Societat l'Aliança                                                                                          | Escultor: Jaume Duran, signada 1930                                                                                               | bronze sobre obra de fàbrica                                                                                         | C. Sant Antoni Maria Claret, 135, entrada de L'Aliança 41° 24′ 36″ N, 2° 10′ 21″ E / 41.41001°N,2.17243°E                   | 08019/7901-1  | A Eduardo Dato (Jaume Duran) · Vegeu més fotos d'aquesta obra · Carregueu una nova foto d'aquesta obra                                                       |
| A Josep Girona i Trius                                                                          | Dedicada al fundador de la Societat l'Aliança | Escultor: Antonio Ramón González, signada 1948                                                                                    | bronze | C. Sant Antoni Maria Claret, 135, entrada de L'Aliança 41° 24′ 36″ N, 2° 10′ 21″ E / 41.41011°N,2.17259°E                   | 08019/7902-1  | A Josep Girona i Trius (Antonio Ramón González) · Vegeu més fotos d'aquesta obra · Carregueu una nova foto d'aquesta obra                                    |
| Forma 212                                                                                       | | Escultor: Josep Maria Subirachs, signada Arquitecte: Manuel Baldrich 1957                                                         | formigó | Pg. de la Vall d'Hebron, 209, Llars Mundet 41° 26′ 08″ N, 2° 08′ 50″ E / 41.4356161°N,2.147119°E                            | 08019/7903-1  | Forma 212 (Josep Maria Subirachs) · Vegeu més fotos d'aquesta obra · Carregueu una nova foto d'aquesta obra                                                  |
| A Pau Gil                                                                                       | Dedicada a Pau Gil i Serra, mecenes de l'Hospital de Sant Pau | Escultor: Eusebi Arnau, executada per Josep Caran 1916                                                                            | pedra arenisca | C. Sant Antoni Maria Claret, entrada a l'Hospital de Sant Pau 41° 24′ 42″ N, 2° 10′ 28″ E / 41.41169°N,2.17438°E            | 08019/7907-1  | A Pau Gil (Eusebi Arnau) · Vegeu més fotos d'aquesta obra · Carregueu una nova foto d'aquesta obra                                                           |
| Maternitat                                                                                      | | Escultor: Carlos Ferreira de la Torre 1966                                                                                        | bronze | C. Arquitectura, Hospital Vall d'Hebron 41° 25′ 44″ N, 2° 08′ 33″ E / 41.42902°N,2.14237°E                                  | 08019/7912-1  | Maternitat (Carlos Ferreira de la Torre) · Carregueu una nova foto d'aquesta obra                                                                            |
| Al Pare Benito Menni                                                                            | | Escultor: Domènec Fita, signada 1967                                                                                              | bronze sobre placa de marbre i planxa d'acer retallada                                                               | Pg. de la Vall d'Hebron, Hospital de Sant Rafael 41° 25′ 31″ N, 2° 08′ 29″ E / 41.42537°N,2.14148°E                         | 08019/7913-1  | Al Pare Benito Menni (Domènec Fita) · Modifica el valor a Wikidata · Carregueu una nova foto d'aquesta obra                                                  |
| Mare de Déu de Montserrat                                                                       | Donació del santuari de la Mare de Déu de la Peña de Francia (Salamanca) | 1974 | pedra | Pg. de la Vall d'Hebron, 209, Llars Mundet 41° 26′ 08″ N, 2° 08′ 41″ E / 41.43561°N,2.14484°E                               | 08019/7918-1  | Mare de Déu de Montserrat · Carregueu una nova foto d'aquesta obra                                                                                           |
| Seguretat al treball, A la memòria de Francesc d'A. Calzado Barret                              | | Escultor: Francesc Roura 1970 | xapa d'acer pintada                                                                                                  | Pg. Maragall, 187 41° 25′ 24″ N, 2° 10′ 40″ E / 41.42345°N,2.17771°E                                                        | 08019/7919-1  | Carregueu una nova foto d'aquesta obra |
| Murals del teatre                                                                               | | Artista: Josep Guinovart Arquitecte: Manuel Baldrich 1957                                                                         | pintura | Pg. de la Vall d'Hebron, 171 -Campus Mundet- 41° 26′ 17″ N, 2° 08′ 36″ E / 41.43803°N,2.1434°E                              | 08019/7920-6  | Murals del teatre (Josep Guinovart) · Vegeu més fotos d'aquesta obra · Carregueu una nova foto d'aquesta obra                                                |
| Homenatge a la vellesa                                                                          | | Artista: Miquel Farré i Albagés Arquitecte: Manuel Baldrich 1957                                                                  | pintura | Pg. de la Vall d'Hebron, 171 -Campus Mundet, Pavelló de Llevant- 41° 26′ 20″ N, 2° 08′ 41″ E / 41.43887°N,2.14477°E         | 08019/7920-8  | Homenatge a la vellesa (Miquel Farré) · Carregueu una nova foto d'aquesta obra                                                                               |
| Escultures de la façana de l'església "El Salvador com a aixopluc de la humanitat dolençosa"    | | Escultor: Eudald Serra Arquitecte; Manuel Baldrich 1958                                                                           | | Pg. de la Vall d'Hebron 171 -Campus Mundet, església- 41° 26′ 19″ N, 2° 08′ 37″ E / 41.438566°N,2.143745°E                  | 08019/7920-9  | Escultures de la façana de l'església (Eudald Serra) · Vegeu més fotos d'aquesta obra · Carregueu una nova foto d'aquesta obra                               |
| Murals exteriors del bar                                                                        | | Artista: Enric Planasdurà Arquitecte: Manuel Baldrich 1958                                                                        | pintura | Pg. de la Vall d'Hebron, 171 -Campus Mundet- 41° 26′ 22″ N, 2° 08′ 35″ E / 41.43949°N,2.14311°E                             | 08019/7920-10 | Carregueu una nova foto d'aquesta obra |
| Sant Jordi                                                                                      | | Escultor: Ferran Soriano 1975 | ferro | Pg. de la Vall d'Hebron, 171 -Campus Mundet-                                                                                | 08019/7920-11 | Carregueu una nova foto d'aquesta obra |
| Cérvols                                                                                         | | Escultor: Josep Cañas Arquitecte: Manuel Baldrich 1958, col·locada el 1965, desapareguda                                          | pedra calcària | Pg. de la Vall d'Hebron, 171 -Campus Mundet- 41° 26′ 19″ N, 2° 08′ 37″ E / 41.438552°N,2.143578°E                           | 08019/7920-13 | Cérvols (Josep Cañas) · Vegeu més fotos d'aquesta obra · Carregueu una nova foto d'aquesta obra                                                              |
| La ciutat dels treballadors                                                                     | | Artista: Joaquim Datzira Arquitecte: Manuel Baldrich 1958                                                                         | pintura | Pg. de la Vall d'Hebron, 171 -Campus Mundet- 41° 26′ 16″ N, 2° 08′ 43″ E / 41.43769°N,2.14521°E                             | 08019/7920-15 | Carregueu una nova foto d'aquesta obra |
| Dona i colom                                                                                    | | Disseny: Olivé-Miliàn 1977 | ceràmica | Pg. de la Vall d'Hebron, 171 -Campus Mundet, lateral edifici Teatre- 41° 26′ 16″ N, 2° 08′ 35″ E / 41.43784°N,2.14316°E     | 08019/7920-17 | Dona i colom (Olivé-Miliàn) · Modifica el valor a Wikidata · Es creu que no es poden fer fotos lliures d'aquesta obra                                        |
| A Ferrer i Guàrdia                                                                              | | Escultor: Josep Cardona i Furró, signada 1902, en l'actual emplaçament des de 2002                                                | bronze | Pg. de la Vall d'Hebron, 209, pl. central del Campus Universitari 41° 26′ 18″ N, 2° 08′ 39″ E / 41.43826°N,2.14403°E        | 08019/7923-1  | A Ferrer i Guàrdia (Josep Cardona i Furró) · Vegeu més fotos d'aquesta obra · Carregueu una nova foto d'aquesta obra                                         |
| Pom de dalt                                                                                     | | Escultor: Francesc Anglès, signada 1993, base de 1995                                                                             | bronze sobre pedestal de pedra                                                                                       | Pg. de la Vall d'Hebron, Hospital Vall d'Hebron 41° 25′ 39″ N, 2° 08′ 22″ E / 41.4274°N,2.13944°E                           | 08019/7924-1  | Pom de dalt (Francesc Anglès) · Carregueu una nova foto d'aquesta obra                                                                                       |
| Relleu de les Ciències                                                                          | | Autor desconegut c. 1800 | terracota | Parc del Laberint 41° 26′ 26″ N, 2° 08′ 42″ E / 41.44062°N,2.14491°E                                                        | 08019/7926-1  | Relleu de les Ciències (anònim) · Vegeu més fotos d'aquesta obra · Carregueu una nova foto d'aquesta obra                                                    |
| Relleu de les Arts                                                                              | | Autor desconegut c. 1800 | terracota | Parc del Laberint 41° 26′ 27″ N, 2° 08′ 42″ E / 41.44078°N,2.14506°E                                                        | 08019/7926-2  | Relleu de les Arts (anònim) · Vegeu més fotos d'aquesta obra · Carregueu una nova foto d'aquesta obra                                                        |
| L'Acadèmia. Cúpula del pavelló de Carles IV                                                     | | Autor desconegut c. 1800 | escaiola pintada | Parc del Laberint 41° 26′ 26″ N, 2° 08′ 42″ E / 41.44069°N,2.145°E                                                          | 08019/7926-3  | L'Acadèmia. Cúpula del pavelló de Carles IV (anònim) · Carregueu una nova foto d'aquesta obra                                                                |
| Relleu de la Pau                                                                                | | Autor desconegut c. 1800 | escaiola pintada | Parc del Laberint 41° 26′ 26″ N, 2° 08′ 42″ E / 41.44063°N,2.14492°E                                                        | 08019/7926-4  | Carregueu una nova foto d'aquesta obra |
| Relleu de la Guerra                                                                             | | Autor desconegut c. 1800 | escaiola pintada | Parc del Laberint 41° 26′ 27″ N, 2° 08′ 42″ E / 41.44077°N,2.14506°E                                                        | 08019/7926-5  | Carregueu una nova foto d'aquesta obra |
| Cascada                                                                                         | | Arquitecte: Elies Rogent (atrib.) 1852-1855                                                                                       | pedra i aigua | Parc del Laberint 41° 26′ 25″ N, 2° 08′ 37″ E / 41.44025°N,2.14363°E                                                        | 08019/7927-1  | Cascada (Elies Rogent) · Carregueu una nova foto d'aquesta obra                                                                                              |
| Fals cementiri                                                                                  | | Arquitecte: Elies Rogent (atrib.) 1852-1855, probablement sobre elements anteriors                                                | pedra | Parc del Laberint 41° 26′ 20″ N, 2° 08′ 45″ E / 41.4389°N,2.14582°E                                                         | 08019/7928-1  | Fals cementiri (Elies Rogent) · Carregueu una nova foto d'aquesta obra                                                                                       |
| Hebe                                                                                            | Deessa Hebe amb els atributs d'un gerro i una copa de nèctar | Autor desconegut Restauració: Santiago Rodríguez Carrasco en aquest emplaçament des de 1949, restaurada 1998                      | marbre blanc | Av. Cardenal Vidal i Barraquer, la Granja Vella 41° 25′ 42″ N, 2° 08′ 57″ E / 41.42841°N,2.149112°E                         | 08019/7930-1  | Hebe (anònim) · Modifica el valor a Wikidata · Carregueu una nova foto d'aquesta obra                                                                        |
| Arió                                                                                            | El músic Aríon de Lesbos a la gropa d'un dofí | Autor desconegut Restauració: Santiago Rodríguez Carrasco c. 1825, restaurada 1998                                                | marbre blanc | Av. Cardenal Vidal i Barraquer, la Granja Vella 41° 25′ 42″ N, 2° 08′ 56″ E / 41.428391°N,2.14883°E                         | 08019/7930-2  | Arió (anònim) · Modifica el valor a Wikidata · Carregueu una nova foto d'aquesta obra                                                                        |
| Els treballs d'Hèrcules                                                                         | | Autor desconegut c. 1825 | marbre blanc sobre font de pedra                                                                                     | Av. Cardenal Vidal i Barraquer, la Granja Vella 41° 25′ 44″ N, 2° 08′ 56″ E / 41.428803°N,2.148876°E                        | 08019/7930-3  | Els treballs d'Hèrcules (anònim) · Modifica el valor a Wikidata · Carregueu una nova foto d'aquesta obra                                                     |
| Templet                                                                                         | | Autor desconegut c. 1825 | pintura sobre arquitectura                                                                                           | Av. Cardenal Vidal i Barraquer, la Granja Vella 41° 25′ 41″ N, 2° 08′ 55″ E / 41.428185°N,2.148687°E                        | 08019/7930-4  | Carregueu una nova foto d'aquesta obra |
| Bores                                                                                           | Al·legoria de Bòreas, vent del nord | Autor desconegut c. 1807 | pedra | Av. Cardenal Vidal i Barraquer, la Granja Vella                                                                             | 08019/7931-1  | Carregueu una nova foto d'aquesta obra |
| Zèfir                                                                                           | Al·legoria de Zèfir, vent de l'oest | Autor desconegut c. 1807 | pedra | Av. Cardenal Vidal i Barraquer, la Granja Vella                                                                             | 08019/7931-2  | Carregueu una nova foto d'aquesta obra |
| Aura                                                                                            | Al·legoria d'Aura, vent de l'est | Autor desconegut c. 1807 | pedra | Av. Cardenal Vidal i Barraquer, la Granja Vella 41° 25′ 40″ N, 2° 09′ 00″ E / 41.427849°N,2.149952°E                        | 08019/7931-3  | Aura (anònim) · Modifica el valor a Wikidata · Carregueu una nova foto d'aquesta obra                                                                        |
| Austro                                                                                          | Al·legoria d'Austro, vent del sud | Autor desconegut c. 1807 | pedra | Av. Cardenal Vidal i Barraquer, la Granja Vella 41° 25′ 41″ N, 2° 09′ 00″ E / 41.428057°N,2.149912°E                        | 08019/7931-4  | Austro (anònim) · Modifica el valor a Wikidata · Carregueu una nova foto d'aquesta obra                                                                      |
| Visita del rei Ferran VII                                                                       | | Autor desconegut 1828 | marbre blanc | Av. Cardenal Vidal i Barraquer, la Granja Vella 41° 25′ 41″ N, 2° 08′ 58″ E / 41.428173°N,2.149582°E                        | 08019/7932-1  | Visita del rei Ferran VII (anònim) · Modifica el valor a Wikidata · Carregueu una nova foto d'aquesta obra                                                   |
| Bust de dona (Diana)                                                                            | | Autor desconegut c. 1825 | marbre blanc | Av. Cardenal Vidal i Barraquer, la Granja Vella 41° 25′ 41″ N, 2° 08′ 59″ E / 41.428103°N,2.149659°E                        | 08019/7932-2  | Bust de dona. Diana (anònim) · Modifica el valor a Wikidata · Carregueu una nova foto d'aquesta obra                                                         |
| Bust de dona amb diadema                                                                        | | Autor desconegut c. 1825 | marbre | Av. Cardenal Vidal i Barraquer, la Granja Vella 41° 25′ 42″ N, 2° 08′ 59″ E / 41.428279°N,2.149629°E                        | 08019/7932-3  | Bust de dona amb diadema (anònim) · Modifica el valor a Wikidata · Carregueu una nova foto d'aquesta obra                                                    |
| Bust de dona (Dolorosa)                                                                         | | Autor desconegut c. 1825 | marbre blanc | Av. Cardenal Vidal i Barraquer, la Granja Vella 41° 25′ 41″ N, 2° 08′ 58″ E / 41.428089°N,2.149551°E                        | 08019/7932-4  | Bust de dona. Dolorosa (anònim) · Modifica el valor a Wikidata · Carregueu una nova foto d'aquesta obra                                                      |
| Bust d'emperador romà                                                                           | | Autor desconegut c. 1825 | marbre | Av. Cardenal Vidal i Barraquer, la Granja Vella 41° 25′ 42″ N, 2° 08′ 58″ E / 41.428262°N,2.149524°E                        | 08019/7932-5  | Bust d'emperador romà (anònim) · Modifica el valor a Wikidata · Carregueu una nova foto d'aquesta obra                                                       |
| Esfínxs                                                                                         | | Autor desconegut c. 1828 | marbre blanc | Av. Cardenal Vidal i Barraquer, la Granja Vella                                                                             | 08019/7932-6  | Carregueu una nova foto d'aquesta obra |
| Nans tracis                                                                                     | | Autor desconegut c. 1828 | marbre blanc | Av. Cardenal Vidal i Barraquer, la Granja Vella 41° 25′ 42″ N, 2° 08′ 59″ E / 41.428198°N,2.1497°E                          | 08019/7932-7  | Nans tracis (anònim) · Modifica el valor a Wikidata · Carregueu una nova foto d'aquesta obra                                                                 |
| Visita del rei Alfons XIII amb la reina regent                                                  | | Autor desconegut 1888 | marbre | Av. Cardenal Vidal i Barraquer, la Granja Vella 41° 25′ 41″ N, 2° 08′ 59″ E / 41.428187°N,2.14961°E                         | 08019/7932-8  | Visita del rei Alfons XIII amb la reina regent (anònim) · Modifica el valor a Wikidata · Carregueu una nova foto d'aquesta obra                              |
| Flora                                                                                           | Deessa Flora amb els atributs d'una corona de flors i un pom de flors | Autor desconegut c. 1828 | marbre | Av. Cardenal Vidal i Barraquer, la Granja Vella 41° 25′ 42″ N, 2° 08′ 59″ E / 41.428305°N,2.14982°E                         | 08019/7933-1  | Flora (anònim) · Modifica el valor a Wikidata · Carregueu una nova foto d'aquesta obra                                                                       |
| Hebe                                                                                            | | Autor desconegut c. 1828 | marbre | Av. Cardenal Vidal i Barraquer, la Granja Vella 41° 25′ 41″ N, 2° 08′ 59″ E / 41.428051°N,2.149837°E                        | 08019/7933-2  | Hebe (anònim) · Modifica el valor a Wikidata · Carregueu una nova foto d'aquesta obra                                                                        |
| Bust romà                                                                                       | | Autor desconegut c. 1828 | marbre | Av. Cardenal Vidal i Barraquer, la Granja Vella                                                                             | 08019/7934-1  | Carregueu una nova foto d'aquesta obra |
| Pan                                                                                             | Déu Pan amb potes de boc i flauta de Pan | Autor desconegut c. 1828 | marbre | Av. Cardenal Vidal i Barraquer, la Granja Vella 41° 25′ 40″ N, 2° 09′ 00″ E / 41.427822°N,2.149906°E                        | 08019/7935-1  | Pan (anònim) · Modifica el valor a Wikidata · Carregueu una nova foto d'aquesta obra                                                                         |
| Diomedes                                                                                        | L'heroi de Troia Diomedes amb casc guerrer i el Pal·ladi a la mà | Autor desconegut c. 1828 | marbre | Av. Cardenal Vidal i Barraquer, la Granja Vella 41° 25′ 40″ N, 2° 08′ 59″ E / 41.427754°N,2.149756°E                        | 08019/7936-1  | Diomedes (anònim) · Modifica el valor a Wikidata · Carregueu una nova foto d'aquesta obra                                                                    |
| Mare de Déu                                                                                     | | Autor desconegut c. 1828 | marbre | Av. Cardenal Vidal i Barraquer, la Granja Vella 41° 25′ 40″ N, 2° 08′ 59″ E / 41.427708°N,2.149768°E                        | 08019/7937-1  | Mare de Déu (anònim) · Modifica el valor a Wikidata · Carregueu una nova foto d'aquesta obra                                                                 |
| L'Agricultura, el Comerç i la Indústria                                                         | | Autor desconegut c. 1888 | marbre | Av. Cardenal Vidal i Barraquer, la Granja Vella 41° 25′ 40″ N, 2° 08′ 59″ E / 41.42767°N,2.149657°E                         | 08019/7938-1  | Carregueu una nova foto d'aquesta obra |
| Dòlmen, Commemoració de la visita de Dom Bosco                                                  | Inscripció: CENT ANYS / DESPRÉS / AGRAÏTS, / SEGUIREM / FIDELS A LA SEVA / HERÈNCIA / 3 DE MAIG DE 1986 / LA FAMÍLIA / SALESIANA / AMB D. VIGANÓ VII / SUCCESSOR / DE D. BOSCO | Autor desconegut 1890, amb monòlit de 1986                                                                                        | pedra | Av. Cardenal Vidal i Barraquer, la Granja Vella 41° 25′ 41″ N, 2° 09′ 01″ E / 41.428147°N,2.150342°E                        | 08019/7939-1  | Dòlmen (anònim) · Modifica el valor a Wikidata · Carregueu una nova foto d'aquesta obra                                                                      |
| Mare de Déu de la Mercè                                                                         | | Escultor: Lluís Puiggener, signada en aquest emplaçament des de 1894                                                              | pedra | Av. Cardenal Vidal i Barraquer, la Granja Vella 41° 25′ 42″ N, 2° 09′ 01″ E / 41.428283°N,2.150339°E                        | 08019/7940-1  | Mare de Déu de la Mercè (anònim) · Modifica el valor a Wikidata · Carregueu una nova foto d'aquesta obra                                                     |
| La façana de la casa i la plaça                                                                 | | Escultures de Lluís Puiggener, signades c. 1890                                                                                   | pedra | Av. Cardenal Vidal i Barraquer, la Granja Vella 41° 25′ 40″ N, 2° 08′ 59″ E / 41.427869°N,2.149758°E                        | 08019/7941-1  | La façana de la casa i la plaça (Lluís Puiggener) · Vegeu més fotos d'aquesta obra · Carregueu una nova foto d'aquesta obra                                  |
| El banc blau                                                                                    | | Autor desconegut c. 1895 | aplacat ceràmic | Av. Cardenal Vidal i Barraquer, la Granja Vella 41° 25′ 45″ N, 2° 08′ 58″ E / 41.429089°N,2.149555°E                        | 08019/7942-1  | El banc blau (anònim) · Modifica el valor a Wikidata · Carregueu una nova foto d'aquesta obra                                                                |
| El cigarral de la santa                                                                         | | Autor desconegut 1922 | arquitectura i ceràmica                                                                                              | Av. Cardenal Vidal i Barraquer, la Granja Vella 41° 25′ 42″ N, 2° 09′ 00″ E / 41.428345°N,2.15°E                            | 08019/7943-1  | El cigarral de la santa (anònim) · Modifica el valor a Wikidata · Carregueu una nova foto d'aquesta obra                                                     |
| Monòlit                                                                                         | Commemoració del centenari de la visita de Dom Bosco | Autor desconegut 1986 | pedra | Av. Cardenal Vidal i Barraquer, la Granja Vella 41° 25′ 41″ N, 2° 09′ 01″ E / 41.428148°N,2.150286°E                        | 08019/7944-1  | Monòlit (anònim) · Modifica el valor a Wikidata · Carregueu una nova foto d'aquesta obra                                                                     |
| El esqueleto. La sombra del suelo; L'esquelet. L'ombra del sòl                                  | | Escultor: Soledad Sevilla Arquitecte: Esteve Bonell, José Luis Canosa, Josep Maria Gil, Francesc Rius i Sílvia Barberà 2004, 2009 | alumini patinat | Sant Quintí, 88 -vestíbul d'accés al nou Hospital de Sant Pau- 41° 24′ 55″ N, 2° 10′ 28″ E / 41.415345589°N,2.17445343732°E | 08019/7950-1  | L'esquelet. L'ombra del sòl (Soledad Sevilla) · Es creu que no es poden fer fotos lliures d'aquesta obra                                                     |